# Antlemon servulum
Antlemon servulum är en tvåvingeart som först beskrevs av Walker 1836.  Antlemon servulum ingår i släktet Antlemon och familjen platthornsmyggor. Inga underarter finns listade i Catalogue of Life.